# イタリアオオカミ
イタリアオオカミとは、イタリアなどに棲息するオオカミである。

## 分布
アペニン山脈と西部アルプスの山岳地帯に棲息する。 2005年のイタリアのオオカミの個体数は500頭からなると推定される。1970年代から保護活動をしている。

## 範囲
イタリアオオカミは、1800年代半ばまでは、シチリア島を含め、イタリア半島の広範囲に及んでいたが、
1940年代にはシチリア島から姿を消した。
1960年から1970年の間に400頭以上のイタリアオオカミが殺害された。

## 特徴
メスはオスに比べて１割ほど小さい。
オスの平均体重は、24～40kg、体長100～140cmで体毛は黒や灰色、茶色をしている。

## 繁殖
メスの妊娠期間は2か月で新生児の数は、母親の年齢によって異なるが2匹から8匹を産む。

## 摂食
シャモア、カモシカ、イノシシ、ノロジカやウサギなどの小動物を食べている。